# ايتشو
ايتشو (بالصينية: 鄂州市 )‏ هي مدينة على مستوى محافظة، في جمهورية الصين الشعبية، تتبع خوبي، هي عاصمة مملكة وو، تبلغ مساحتها 1,504 كيلومتر مربع، رمزها البريدي هو 436000.

## التقسيمات الإدارية
- Liangzihu, Ezhou [الإنجليزية]‏
- Huarong, Ezhou [الإنجليزية]‏
- Echeng, Ezhou [الإنجليزية]‏.

## أعلام
- جانيس وو
- هو جينغهانغ